# 1980. évi nyári olimpiai játékok
Az 1980. évi nyári olimpiai játékokat, hivatalos nevén a XXII. nyári olimpiai játékokat 1980. július 19. és augusztus 3. között rendezték meg Moszkvában, a Szovjetunióban. 23 sportág 203 versenyszámában folyt a vetélkedés 5179 sportoló részvételével.
Moszkva az 1976-os olimpiára is nevezett, akkor Montréal kapta 1970-ben a rendezési jogot. A második nevezést a szovjet főváros 1980-ra Los Angeles ellenében a Nemzetközi Olimpiai Bizottság 1974-es bécsi 75. kongresszusán jóváhagyta.
A moszkvai olimpiát a Szovjetunió afganisztáni bevonulása miatt (1979. december 26.) a nyugati államok bojkottálták. Az amerikai kormány nyomására az USOC (Egyesült Államok Olimpiai Bizottsága) és más országok olimpiai bizottságai is a részvétel ellen döntöttek. Több nyugati ország sportolói olimpiai közös csapatban indultak a versenyeken. Csupán 81 nemzet sportolói vettek részt, és 65 ország maradt távol a csonka olimpiától.

## Érdekességek
- Egyetlen pozitív dopping teszt sem volt, és több, a hazai sportolóknak kedvező bírói tévedés történt.
- A csonka olimpián 36 világ-, 39 Európa- és 74 olimpiai rekord született.
- Kiemelkedő volt a két angol középtávfutó vetélkedése, Sebastian Coe és Steve Ovett párharca. Mindketten riválisuk számában győzedelmeskedtek, Coe 1500-on, Ovett 800-on.
- Teófilo Stevenson kubai ökölvívó csatlakozott a halhatatlan Papp Lászlóhoz, sorozatban harmadik olimpiáján nyert aranyérmet. A kubai ökölvívók összesen hat arany, két ezüst és két bronzérmet nyertek.
- Az olimpia legeredményesebb sportolója Alekszandr Gyityatyin szovjet tornász lett, három arany, négy ezüst és egy bronzéremmel.
- A leningrádi Vlagyimir Szalnyikov 1500 méteres gyorsúszásban megdöntötte a 15 perces álomhatárt (14:58,27), és győzött 400 méteren is, továbbá tagja volt az olimpiai bajnok 4x200 méteres váltónak.
- A román tornásznő Nadia Comăneci két első és két második helyet szerzett.
- A tizenhét éves magyar hátúszó Wladár Sándor lett az olimpia legfiatalabb bajnoka.
- A moszkvai tisztújító NOB kongresszuson Lord Killanin helyet Juan Antonio Samaranch lett az olimpiai bizottság hetedik elnöke.
- Az NDK-beli Beyer család három tagja is indult a moszkvai olimpián. Hans-Georg Beyer aranyérmes lett kézilabdában, Udo Beyer bronzérmes súlylökésben, Gisela Beyer negyedik diszkoszvetésben.[1]
- Wichmann Tamás kilencszeres kenuvilágbajnok a csapat legesélyesebb indulójaként mindenki megdöbbenésére nem sokkal a rajt után leállt: feladta a versenyt.[forrás?]

## Részt vevő országok

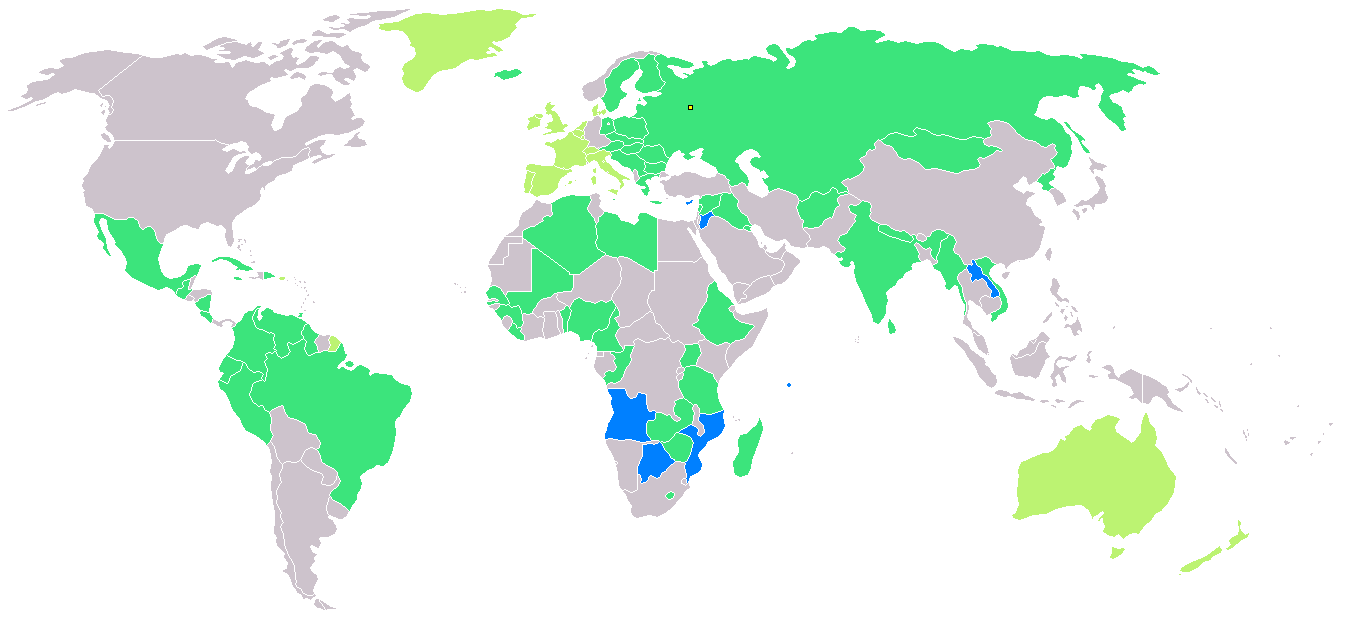
Részvevő nemzetek; kék = első alkalommal résztvevők, sötétzöld = visszatérők, világoszöld = az olimpiai zászló alatt résztvevők

Vastagítással kiemelve jelennek meg a felsorolásban azok az országok, amelyek első alkalommal vettek részt nyári olimpián. A bojkott ellenére 8 új részt vevője volt a moszkvai olimpiának.

- Afganisztán (AFG) (11 – 11 férfi)
- Algéria (ALG) (54 – 54 férfi)
- Andorra (AND) (2 – 2 férfi) ×
- Angola (ANG) (11 – 10 férfi, 1 nő)
- Ausztrália (AUS) (120 – 92 férfi, 28 nő) ×
- Ausztria (AUT) (83 – 64 férfi, 19 nő)
- Belgium (BEL) (59 – 43 férfi, 16 nő) ×
- Benin (BEN) (16 – 15 férfi, 1 nő)
- Botswana (BOT) (7 – 7 férfi)
- Brazília (BRA) (106 – 91 férfi, 15 nő)
- Bulgária (BUL) (270 – 182 férfi, 88 nő)
- Burma (BIR) (2 – 2 férfi)
- Csehszlovákia (TCH) (209 – 162 férfi, 47 nő)
- Ciprus (CYP) (14 – 12 férfi, 2 nő)
- Costa Rica (CRC) (29 – 28 férfi, 1 nő)
- Dánia (DEN) (58 – 55 férfi, 3 nő) ×
- Dominikai Köztársaság (DOM) (6 – 5 férfi, 1 nő)
- Ecuador (ECU) (12 – 11 férfi, 1 nő)
- Észak-Korea (PRK) (47 – 39 férfi, 8 nő)
- Etiópia (ETH) (41 – 39 férfi, 2 nő)
- Finnország (FIN) (105 – 99 férfi, 6 nő)
- Franciaország (FRA) (121 – 98 férfi, 23 nő) ×
- Görögország (GRE) (41 – 38 férfi, 3 nő)
- Guatemala (GUA) (10 – 10 férfi)
- Guinea (GUI) (9 – 9 férfi)
- Guyana (GUY) (8 – 7 férfi, 1 nő)
- Hollandia (NED) (75 – 57 férfi, 18 nő) ×
- India (IND) (72 – 56 férfi, 16 nő)
- Irak (IRQ) (43 – 43 férfi)
- Írország (IRL) (47 – 44 férfi, 3 nő) ×
- Izland (ISL) (9 – 9 férfi)
- Jamaica (JAM) (18 – 11 férfi, 7 nő)
- Jordánia (JOR) (4 – 4 férfi)
- Jugoszlávia (YUG) (164 – 136 férfi, 28 nő)
- Kamerun (CMR) (25 – 22 férfi, 3 nő)
- Kolumbia (COL) (23 – 23 férfi)
- Kongói Népköztársaság (CGO) (23 – 9 férfi, 14 nő)
- Kuba (CUB) (207 – 175 férfi, 32 nő)
- Kuvait (KUW) (56 – 56 férfi)
- Laosz (LAO) (19 – 17 férfi, 2 nő)
- Lengyelország (POL) (306 – 232 férfi, 74 nő)
- Lesotho (LES) (5 – 5 férfi)
- Libanon (LIB) (15 – 15 férfi)
- Libéria (LBR) (7 – 6 férfi, 1 nő)
- Líbia (LBA) (29 – 27 férfi, 2 nő)
- Luxemburg (LUX) (3 – 3 férfi) ×
- Madagaszkár (MAD) (11 – 8 férfi, 3 nő)
- Magyarország (HUN) (263 – 182 férfi, 81 nő)
- Mali (MLI) (7 – 6 férfi, 1 nő)
- Málta (MLT) (8 – 7 férfi, 1 nő)
- Mexikó (MEX) (45 – 36 férfi, 9 nő)
- Mongólia (MGL) (43 – 39 férfi, 4 nő)
- Mozambik (MOZ) (14 – 12 férfi, 2 nő)
- Nagy-Britannia (GBR) (219 – 149 férfi, 70 nő) ×
- NDK (GDR) (345 – 222 férfi, 123 nő)
- Nepál (NEP) (10 – 10 férfi)
- Nicaragua (NCA) (5 – 3 férfi, 2 nő)
- Nigéria (NGR) (44 – 38 férfi, 6 nő)
- Olaszország (ITA) (158 – 120 férfi, 38 nő) ×
- Peru (PER) (28 – 14 férfi, 14 nő)
- Portugália (POR) (11 – 10 férfi, 1 nő) ×
- Puerto Rico (PUR) (3 – 3 férfi) ×
- Románia (ROU) (228 – 154 férfi, 74 nő)
- San Marino (SMR) (16 – 16 férfi) ×
- Seychelle-szigetek (SEY) (11 – 9 férfi, 2 nő)
- Sierra Leone (SLE) (14 – 12 férfi, 2 nő)
- Spanyolország (ESP) (155 – 146 férfi, 9 nő) ×
- Srí Lanka (SRI) (4 – 4 férfi)
- Svájc (SUI) (73 – 67 férfi, 6 nő) ×
- Svédország (SWE) (145 – 122 férfi, 23 nő)
- Szenegál (SEN) (32 – 30 férfi, 2 nő)
- Szíria (SYR) (67 – 65 férfi, 2 nő)
- Szovjetunió (URS) (488 – 339 férfi, 149 nő)
- Tanzánia (TAN) (41 – 36 férfi, 5 nő)
- Trinidad és Tobago (TRI) (9 – 9 férfi)
- Uganda (UGA) (13 – 13 férfi)
- Új-Zéland (NZL) (4 – 4 férfi) ×
- Venezuela (VEN) (37 – 37 férfi)
- Vietnám (VIE) (30 – 22 férfi, 8 nő)
- Zambia (ZAM) (37 – 37 férfi)
- Zimbabwe (ZIM) (42 – 23 férfi, 19 nő)

A ×-tel jelölt országok képviselői nem vettek részt a nyitó és a záró ceremónián.

## Az olimpiai láng útja

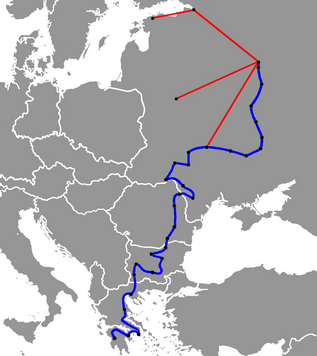
Az olimpiai fáklya útvonala

Az olimpiai lángot 1980. június 19-én Maria Mosxoliou görög színésznő gyújtotta meg Olümpiában. A staféta első tagja egy 17 éves athéni tanuló, Atanasios Kozmopoulus volt. A váltó útja mintegy 5000 km hosszú volt, Görögországon (1170 km), Bulgárián (935 km), Románián (593 km) és a Szovjetunión (2302 km) keresztül.
A váltó fontosabb állomásai:
Olümpia – Pátra – Korinthosz – Athén – Thébai – Larissza – Veroia – Szaloniki – Serrai
Blagoevgrad – Szófia – Plovdiv – Sipka – Veliko Tarnovo – Pleven – Rusze
Gyurgyevó – Bukarest – Ploiești – Bodzavásár – Bákó – Románvásár – Jászvásár
Leusheny – Chișinău – Bălți – Csernyivci – Hmelnickij – Vinnicja – Zsitomir – Kijev – Lubnyi – Poltava – Csutovo – Harkov – Belgorod – Kurszk – Kromi – Orjol – Tula – Szerpuhov – Podolszk – Moszkva

## Olimpiai versenyszámok

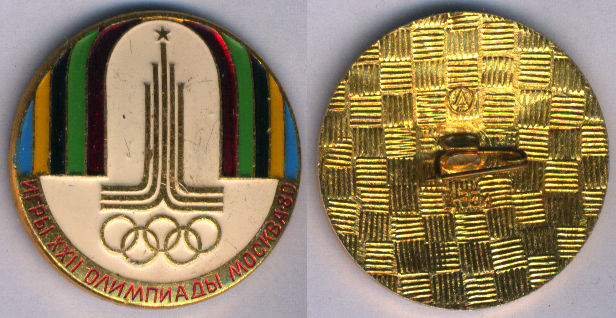
Kitűző az 1980-as játékok emblémájával

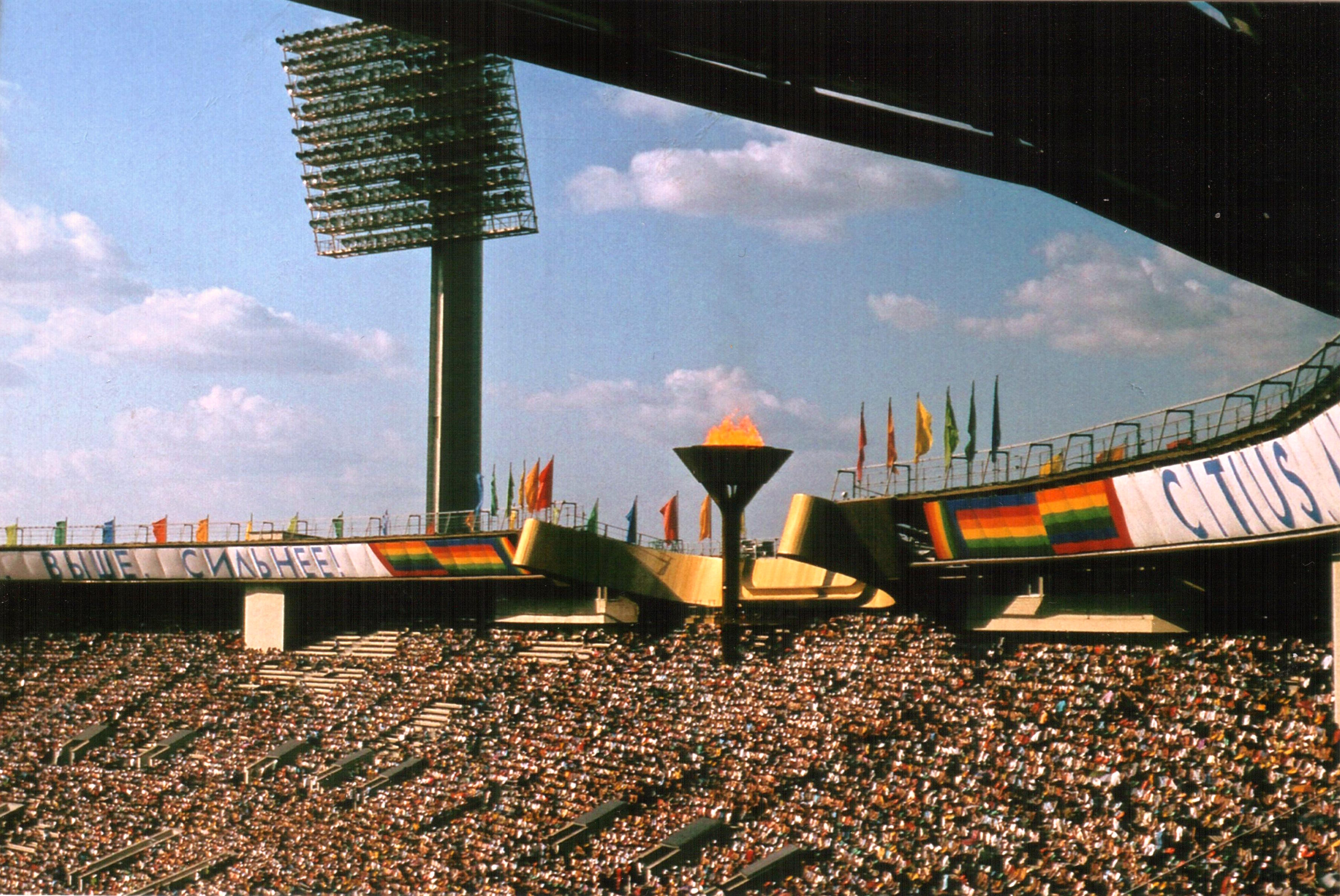
A Luzsnyiki Stadion

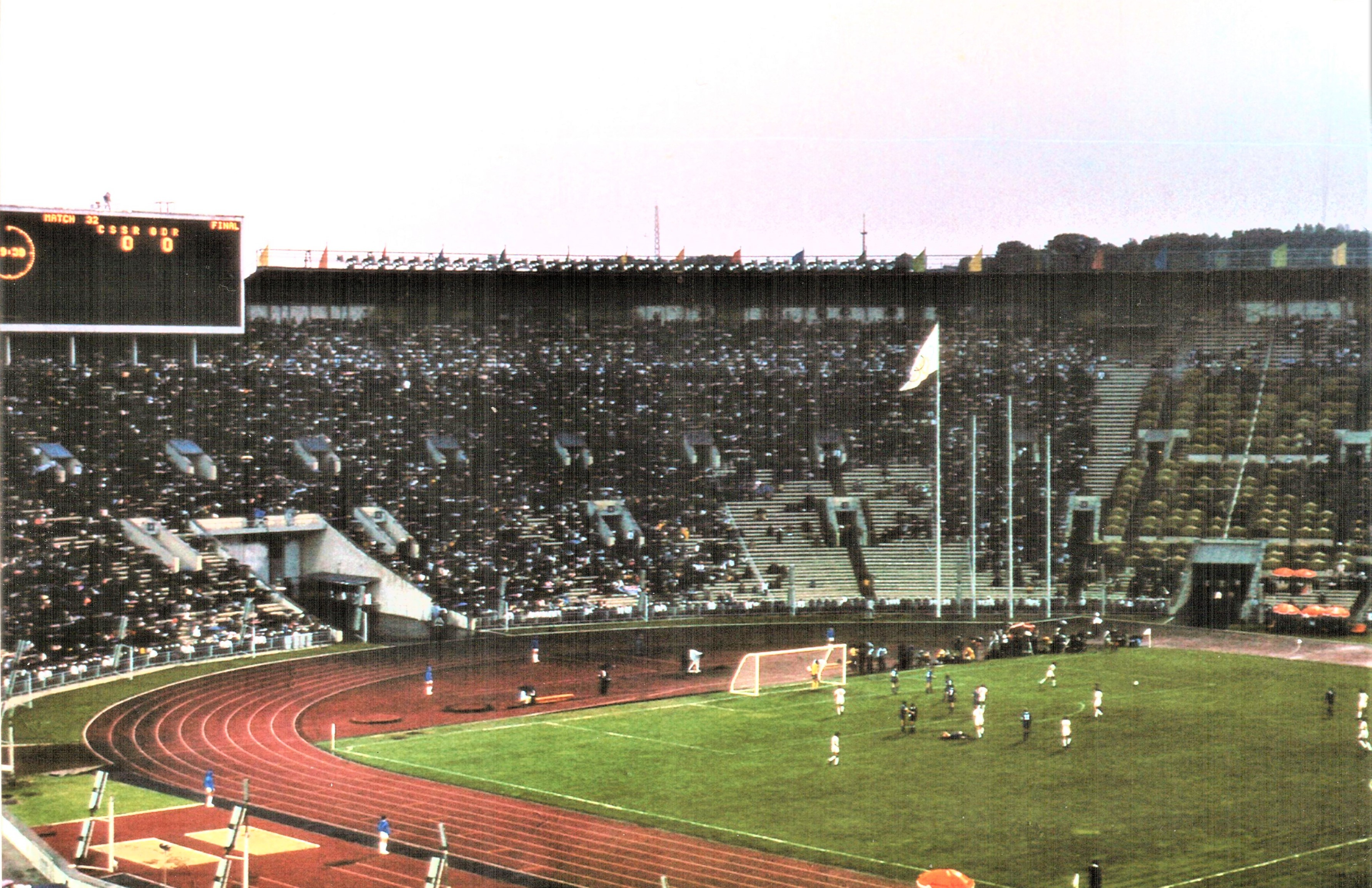
Labdarúgó döntő

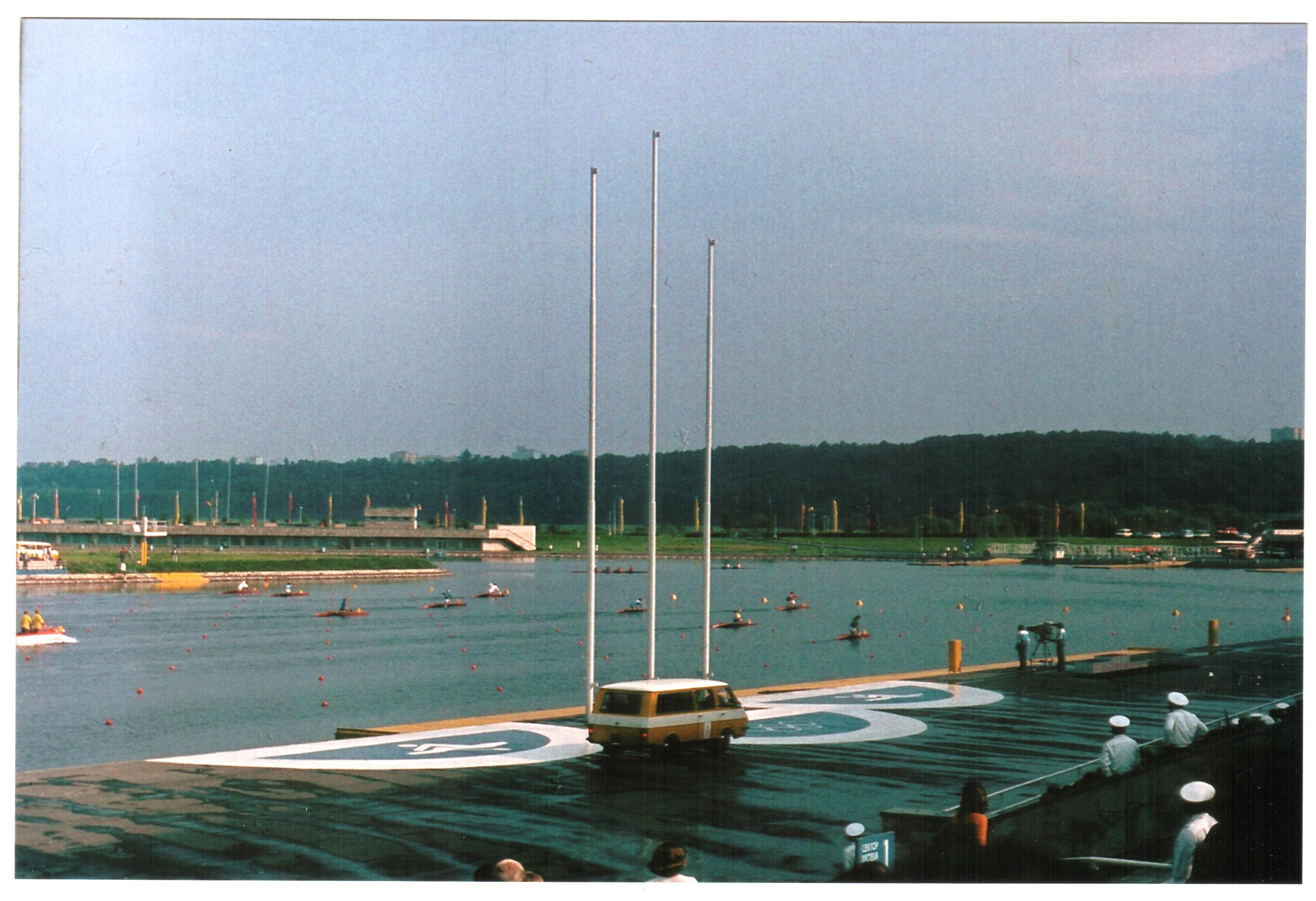
Kajak-kenu döntő

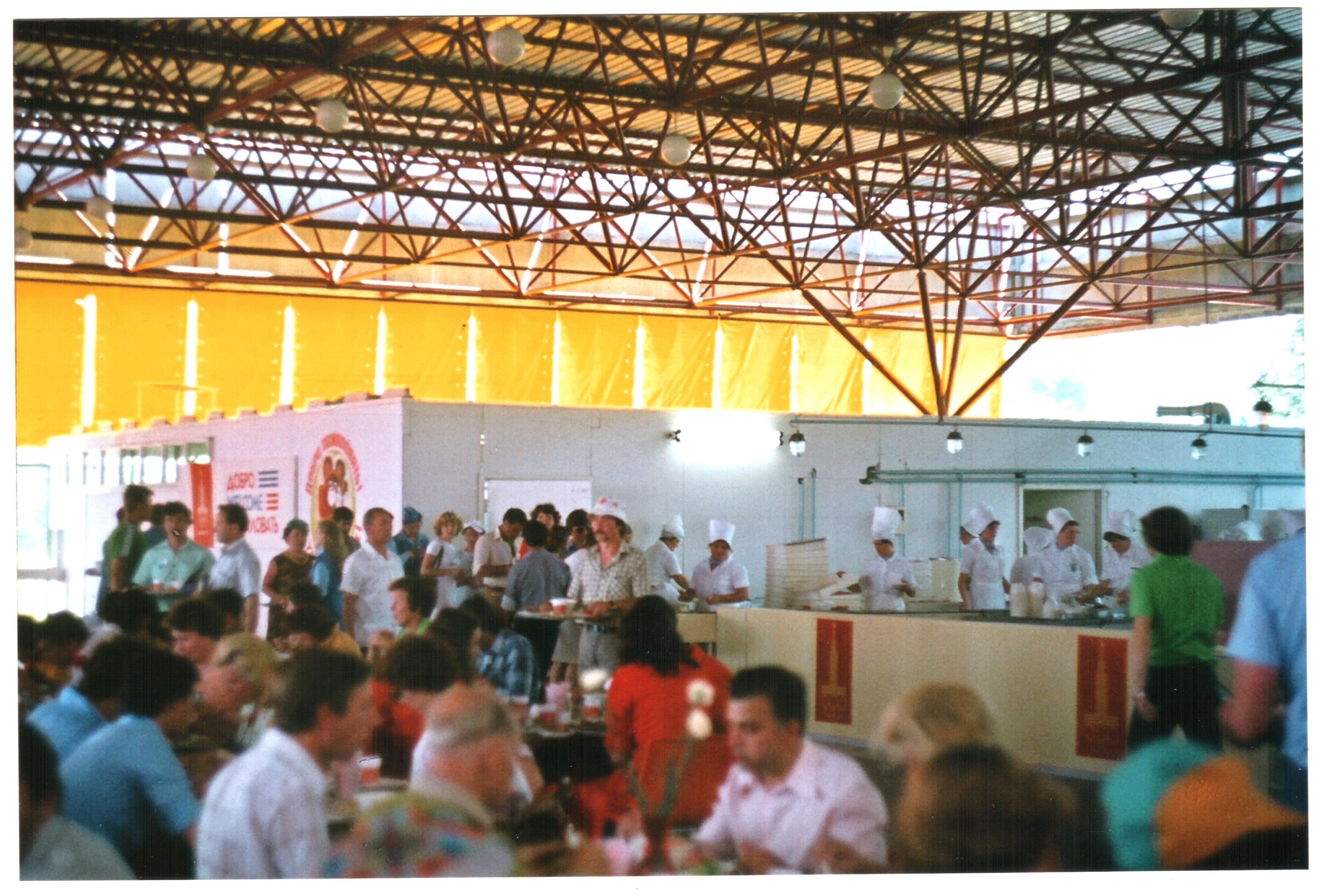
Étkezde

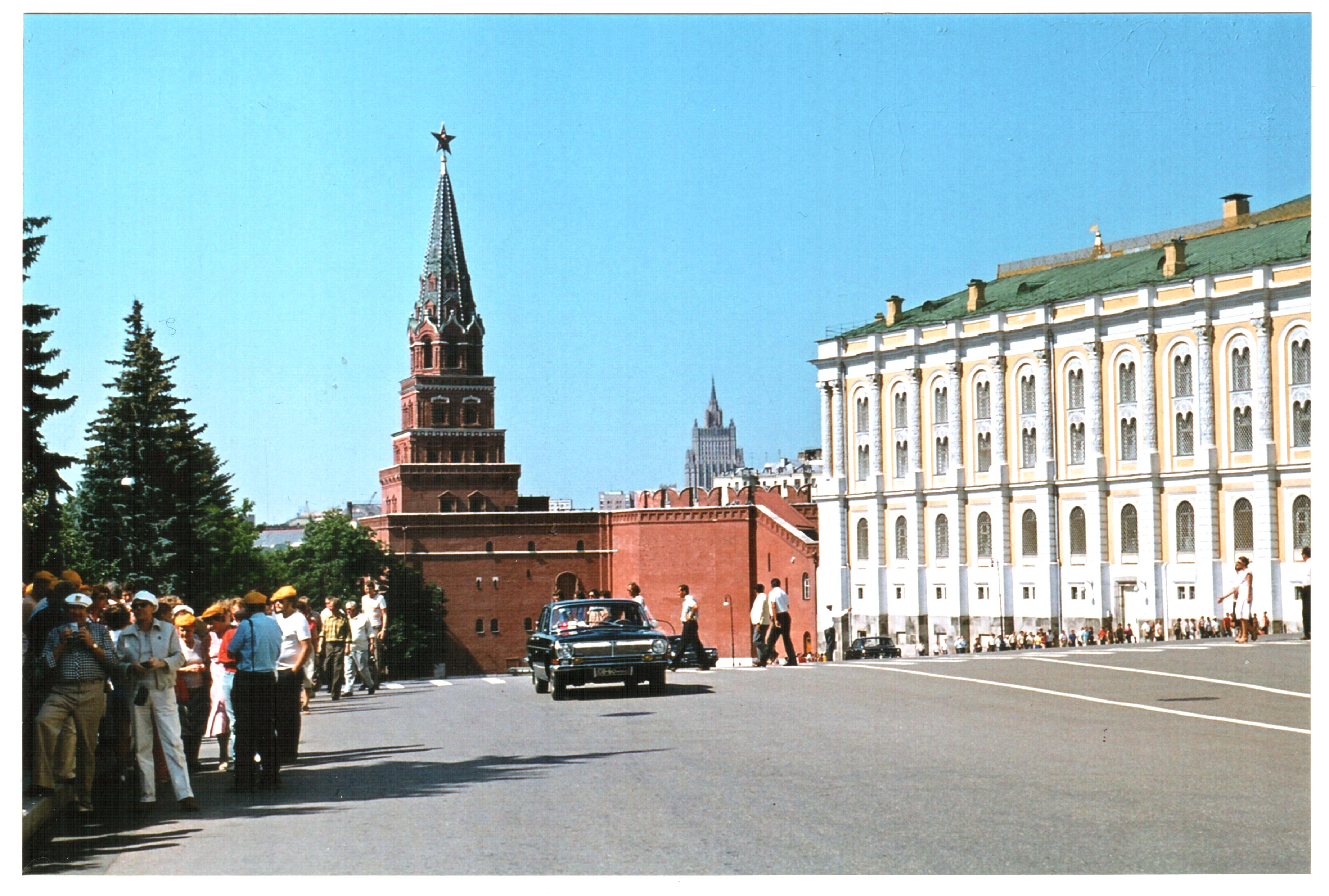
Vörös tér

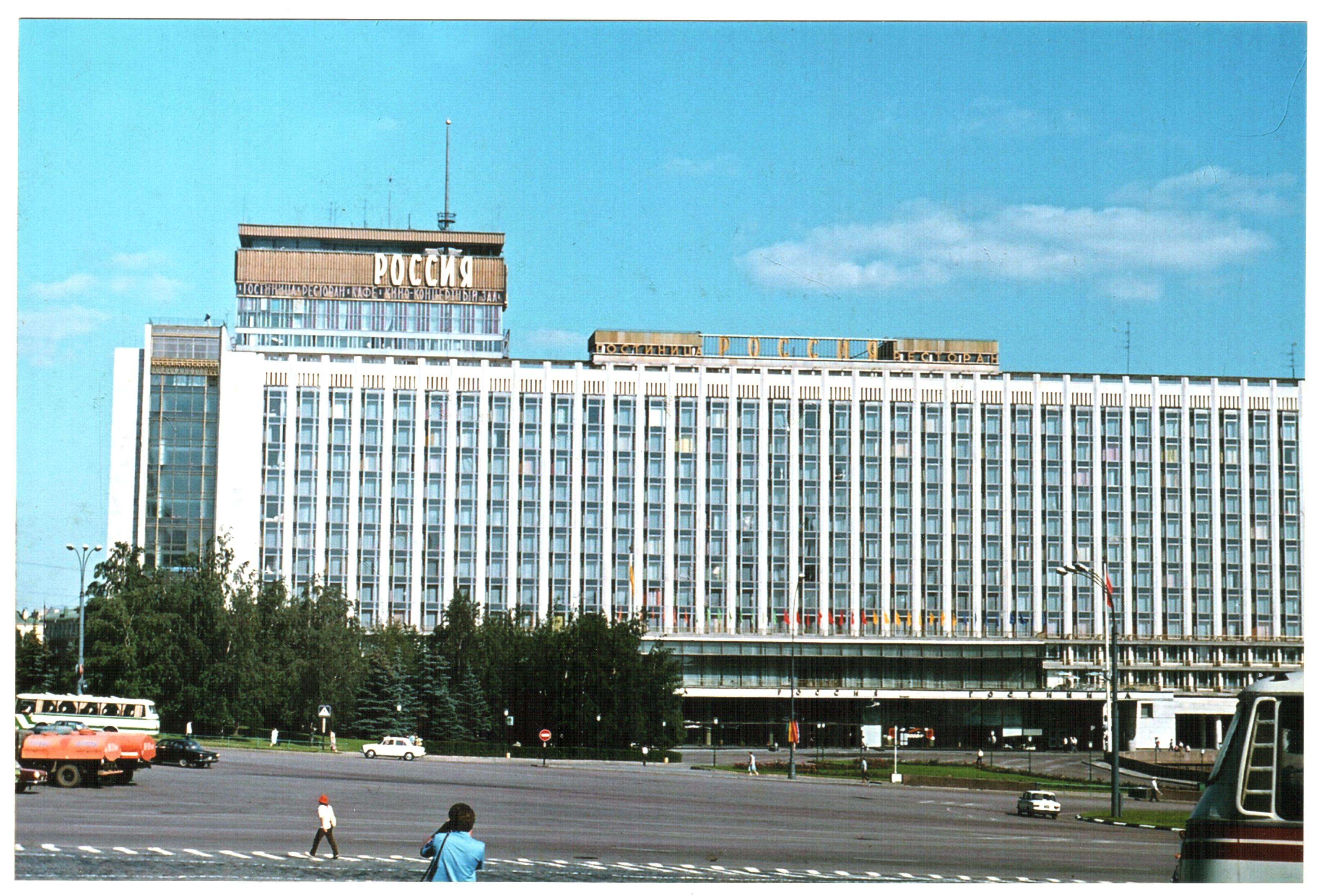
Rosszija szálloda

| Versenyszámok az 1980. évi nyári olimpiai játékokon |        |        |        |        |        |          |
| Sportág, szakág                                     | Egyéni | Egyéni | Csapat | Csapat | Csapat |          |
| Sportág, szakág                                     | férfi  | női    | férfi  | női    | vegyes | összesen |
| Atlétika                                            | 22     | 12     | 2      | 2      | 0      | 38       |
| Birkózás                                            | 20     | 0      | 0      | 0      | 0      | 20       |
| Cselgáncs                                           | 8      | 0      | 0      | 0      | 0      | 8        |
| Evezés                                              | 1      | 1      | 7      | 5      | 0      | 14       |
| Gyeplabda                                           | 0      | 0      | 1      | 1      | 0      | 2        |
| Íjászat                                             | 1      | 1      | 0      | 0      | 0      | 2        |
| Kajak-kenu                                          | 4      | 1      | 5      | 1      | 0      | 11       |
| Kerékpározás                                        | 4      | 0      | 2      | 0      | 0      | 6        |
| Kézilabda                                           | 0      | 0      | 1      | 1      | 0      | 2        |
| Kosárlabda                                          | 0      | 0      | 1      | 1      | 0      | 2        |
| Labdarúgás                                          | 0      | 0      | 1      | 0      | 0      | 1        |
| Lovaglás                                            | 3      | 0      | 3      | 0      | 0      | 6        |
| Műugrás                                             | 2      | 2      | 0      | 0      | 0      | 4        |
| Ökölvívás                                           | 11     | 0      | 0      | 0      | 0      | 11       |
| Öttusa                                              | 1      | 0      | 1      | 0      | 0      | 2        |
| Röplabda                                            | 0      | 0      | 1      | 1      | 0      | 2        |
| Sportlövészet                                       | 7      | 0      | 0      | 0      | 0      | 7        |
| Súlyemelés                                          | 10     | 0      | 0      | 0      | 0      | 10       |
| Torna                                               | 7      | 4      | 1      | 1      | 0      | 13       |
| Úszás                                               | 11     | 11     | 2      | 2      | 0      | 26       |
| Vitorlázás                                          | 1      | 0      | 5      | 0      | 0      | 6        |
| Vívás                                               | 3      | 1      | 3      | 1      | 0      | 8        |
| Vízilabda                                           | 0      | 0      | 1      | 0      | 0      | 1        |
|                                                     |        |        |        |        |        |          |
| Összesen                                            | 116    | 33     | 37     | 16     | 0      | 202      |

## Éremtáblázat
Az 1980. évi nyári olimpiai játékok éremtáblázata az 1980. évi nyári olimpiai játékokon érmet nyert országokat tartalmazza. A sorrendet a több nyert aranyérem, ennek egyenlősége esetén a több nyert ezüstérem, ennek egyenlősége esetén a több nyert bronzérem, illetve mindhárom szám egyenlősége esetén az ABC-sorrend határozza meg. A sorrend nem jelenti a részt vevő országok hivatalos – Nemzetközi Olimpiai Bizottság szerinti – sorrendjét.
(A táblázatban Magyarország és a rendező ország csapata eltérő háttérszínnel, az egyes számoszlopok legmagasabb értéke, vagy értékei vastagítással kiemelve.)
| Az 1980. évi nyári olimpiai játékok éremtáblázatának első tíz helyezettje | Az 1980. évi nyári olimpiai játékok éremtáblázatának első tíz helyezettje | Az 1980. évi nyári olimpiai játékok éremtáblázatának első tíz helyezettje | Az 1980. évi nyári olimpiai játékok éremtáblázatának első tíz helyezettje | Az 1980. évi nyári olimpiai játékok éremtáblázatának első tíz helyezettje | Olimpia  |
| ------------------------------------------------------------------------- | ------------------------------------------------------------------------- | ------------------------------------------------------------------------- | ------------------------------------------------------------------------- | ------------------------------------------------------------------------- | -------- |
|                                                                           | Ország                                                                    | Arany                                                                     | Ezüst                                                                     | Bronz                                                                     | Összesen |
| 1.                                                                        | Szovjetunió (URS)                                                         | 80                                                                        | 69                                                                        | 46                                                                        | 195      |
| 2.                                                                        | NDK (GDR)                                                                 | 47                                                                        | 37                                                                        | 42                                                                        | 126      |
| 3.                                                                        | Bulgária (BUL)                                                            | 8                                                                         | 16                                                                        | 17                                                                        | 41       |
| 4.                                                                        | Kuba (CUB)                                                                | 8                                                                         | 7                                                                         | 5                                                                         | 20       |
| 5.                                                                        | Olaszország (ITA)                                                         | 8                                                                         | 3                                                                         | 4                                                                         | 15       |
| 6.                                                                        | Magyarország (HUN)                                                        | 7                                                                         | 10                                                                        | 15                                                                        | 32       |
| 7.                                                                        | Románia (ROU)                                                             | 6                                                                         | 6                                                                         | 13                                                                        | 25       |
| 8.                                                                        | Franciaország (FRA)                                                       | 6                                                                         | 5                                                                         | 3                                                                         | 14       |
| 9.                                                                        | Nagy-Britannia (GBR)                                                      | 5                                                                         | 7                                                                         | 9                                                                         | 21       |
| 10.                                                                       | Lengyelország (POL)                                                       | 3                                                                         | 14                                                                        | 15                                                                        | 32       |
|                                                                           |                                                                           |                                                                           |                                                                           |                                                                           |          |
| Összesen                                                                  | Összesen                                                                  | 204                                                                       | 204                                                                       | 223                                                                       | 631      |

## Közvetítések
A Magyar Rádió és a Magyar Televízió ezúttal is a helyszínről közvetítette a játékokat. A rádió riporterei közül Molnár Dánielnek ez volt az első olimpiája.